# 王独清
王独清（1898年—1940年），原名王诚，号笃卿，笔名独清、秦佬等，男，陕西长安人，中国诗人、作家。